# Фрутос Флейтас, Хуан Мануэль
Хуан Мануэль Фрутос Флейтас (исп. Juan Manuel Frutos Fleitas; 1922—2013) — парагвайский крайне правый политик, видный деятель партии Колорадо, идеолог стронистского режима, близкий соратник Альфредо Стресснера. Руководитель Института сельскохозяйственного благосостояния, организатор стронистской аграрной реформы. Председатель парагвайского отделения Всемирной антикоммунистической лиги.

## Происхождение, партия, война
Родился в семье юриста и правого политика Хуана Мануэля Фрутоса-старшего, в 1948 и. о. президента Парагвая. Детство и юность провёл среди крестьян деревни Йбитими аграрно-скотоводческого департамента Парагуари. Получил образование сельскохозяйственного менеджера.
С ранней молодости Хуан Мануэль Фрутос состоял вместе с отцом в правонационалистической партии Колорадо. Во время гражданской войны 1947 примкнул к ультраправой колорадистской парамилитарной организации Guión Rojo.
После войны Фрутос-младший выдвинулся в руководстве Колорадо. Идеологически он был близок к Третьему пути: традиционное католическое мировоззрение, крайний национализм, непримиримый антикоммунизм сочетались у него с республиканскими взглядами и социальным популизмом. В частности, он был сторонником опоры правых сил на деревенские массы и выступал за аграрную реформу с наделением крестьян землёй.

## Организатор аграрного перераспределения
В 1954 к власти в Парагвае пришёл генерал Альфредо Стресснер. Был установлен диктаторский режим стронизма. Хуан Мануэль Фрутос с энтузиазмом поддержал новую власть. Стресснер пригласил его в свою администрацию курировать аграрно-крестьянскую политику.
Фрутос был назначен председателем специального правительственного органа — Национального совета социального прогресса (Consejo Nacional de progreso social, CNPS). В 1963 он учредил Институт сельскохозяйственного благосостояния (Instituto de Bienestar Rural, IBR) — правительственное аграрное агентство. IBR был наделён полномочиями перераспределения земельной собственности.
Стержнем аграрной политики Фрутоса была программа «колонизации» — интенсивного создания новых крестьянских хозяйств. Земельные участки продавались за символическую цену (иногда в несколько долларов) либо передавались новым владельцам в принудительном порядке. Поощрялась кооперация новых собственников, создание крупных агрокомпаний. На базе таких объединений возникло около ста новых поселений, некоторые из них разрослись в города. При этом даже сторонники Фрутоса признавали, что проводимая им реформа сопровождалась многочисленными злоупотреблениями криминального характера. Однако результатом стало создание около 200 тысяч новых сельскохозяйственных субъектов.
Противники Фрутоса утверждали, что его аграрная реформа имела выраженный политический уклон. Землёй наделялись прежде всего сторонники Стресснера и его режима — активисты Колорадо, военные и полицейские, члены стронистских организаций и криминальных сообществ, провластно настроенные крестьяне. В марте 2012, при левом президенте Фернандо Луго, группа правозащитников даже обратились в Генпрокуратуру с предложением расследовать деятельность Фрутоса в бытность главой IBR. Однако обращение не имело последствий, так как в июне в Парагвае произошла смена власти.

## Идеолог антикоммунистического популизма
Хуан Мануэль Фрутос обладал при Стресснере серьёзным политическим влиянием. Он являлся лидером праворадикальной фракции традиционалистов в правящей Колорадо, выступал как главный идеолог стронистского режима и организатор его массовой базы. В аналитическом докладе ЦРУ Фрутос упоминался как возможный преемник Стресснера. 
Характерно, что Фрутос возглавлял парагвайское отделение Всемирной антикоммунистической лиги, председательствовал на XII конференции ВАКЛ в Асунсьоне (апрель 1979). В своей речи на асунсьонской конференции Фрутос призвал к жёсткому силовому противостоянию с коммунизмом. В то же время он осуждал коммунистическую идеологию и политику не только за «антихристианскую» направленность, но и за социальную несправедливость, иерархическое господство номенклатуры над массами. Фрутос призвал не только защищать традиционные ценности и христианское понимание свободы, но и утверждать социальное равенство и справедливость в противовес коммунизму. Он настаивал также на экономическом равноправии «свободных наций», отказе от эгоистического протекционизма, содействии развивающимся странам — дабы «социальные проблемы не носили взрывного характера».

## После Стресснера
В феврале 1989 престарелый Альфредо Стресснер был отстранён от власти. Новое правительство Андреса Родригеса направило Хуана Мануэля Фрутоса послом в Испанию. Возвратившись в Парагвай, он продолжал активную деятельность в партии Колорадо.
Сохраняя высокий партийный авторитет, он оставался идейным лидером праворадикального стронистского крыла. До конца жизни Хуан Мануэль Фрутьос являлся авторитетным советником председателя Колорадо сенатора Лилиан Симаньего. Занимался также консультированием предпринимателей.
Под влиянием объективных общественных перемен в позициях Хуана Мануэля Фрутоса произошла определённая эволюция. Комментаторы отмечали, что «фанатичный последователь Стресснера превратился в друга либералов». Но в своей основе мировоззрение Фрутоса осталось прежним.
Хуан Мануэль Фрутос был главой большого семейства. Носил прозвище Papacito — Папаша — превратившееся в устойчивый псевдоним.
Скончался Хуан Мануэль Фрутос 24 марта 2013 в возрасте 90 лет. Среди других скорбь по этому поводу выразил Орасио Картес, три месяца спустя ставший президентом Парагвая.